# Aparri
Aparri – portowe miasto w Fiipinach, w północnej części wyspy Luzon.
Miasto jest ośrodkiem administracyjnym prowincji Cagayan. Liczy ok. 60 tys. mieszkańców.
W mieście rozwinął się przemysł rybny.

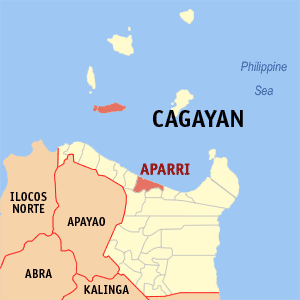
Położenie miasta